# COBE
宇宙背景放射探査機（うちゅうはいけいほうしゃたんさき、英: Cosmic Background Explorer, COBE、コービー）は、宇宙マイクロ波背景放射 (CMB) の観測を目的として打ち上げられた初の人工衛星である。Explorer 66 という別名も持つ。COBE の目標はCMBを観測し、宇宙の成り立ちを理解する助けとなるような測定データを得ることであった。

## 歴史
1974年、NASA は小型・中型の探査機を用いた天文学ミッションの公募を行った。集まった121件の提案のうち3件が宇宙背景放射に関する研究を行うというものであった。これらの提案は最終的には赤外線天文衛星 (IRAS) に取って代わられる結果になったが、この時の複数の提案から、NASA は宇宙背景放射の研究を検討に値するものであると認識することとなった。1976年、NASA は1974年の3件の提案チームそれぞれからメンバーを選んで一つにまとめ、各案を統合した衛星の企画を提案した。1年後、このチームによって、デルタロケットまたはスペースシャトルで極軌道に衛星を打ち上げるという計画が提出され、この衛星は COBE と呼ばれた。COBE には以下の実験装置が搭載されることになった。
1. 差分マイクロ波ラジオメータ (Differential microwave radiometer, DMR) : CMB のマッピング観測を行い、CMB に含まれる非等方性を検出する。主任研究者はジョージ・スムート。
2. 遠赤外絶対分光測光計 (Far-infrared absolute spectrophotometer, FIRAS) : CMB のスペクトルを測定し、黒体放射との違いがあるかどうかを調べる。主任研究者はジョン・C・マザー。
3. 拡散赤外背景放射実験装置 (Diffuse Infrared background experiment, DIRBE) : 宇宙初期の赤外銀河を検出する。主任研究者はマイク・ハウザー。

NASA は打ち上げとデータ解析を除いて費用を3000万ドル以内に抑えるという条件でこの提案を受け入れた。IRAS によって探査計画全体の費用が予算をオーバーしていたため、ゴダード宇宙飛行センター (GSFC) での COBE の開発作業の開始は1981年までずれこんだ。コストを抑えるため、COBE は IRAS で使われたのと同型の赤外線検出器と液体ヘリウムデュワーを使うことになった。
若干の遅れがあった後、COBE は1989年11月18日にデルタロケットによって太陽同期軌道に打ち上げられた。1992年4月23日に研究者グループは、COBE の観測データから宇宙初期の構造形成の「種」（CMB の非等方性）が発見されたと報告した。この報告は科学分野の基本的発見として世界中を駆けめぐり、ニューヨーク・タイムズ紙の一面を飾った。

## COBE 探査機

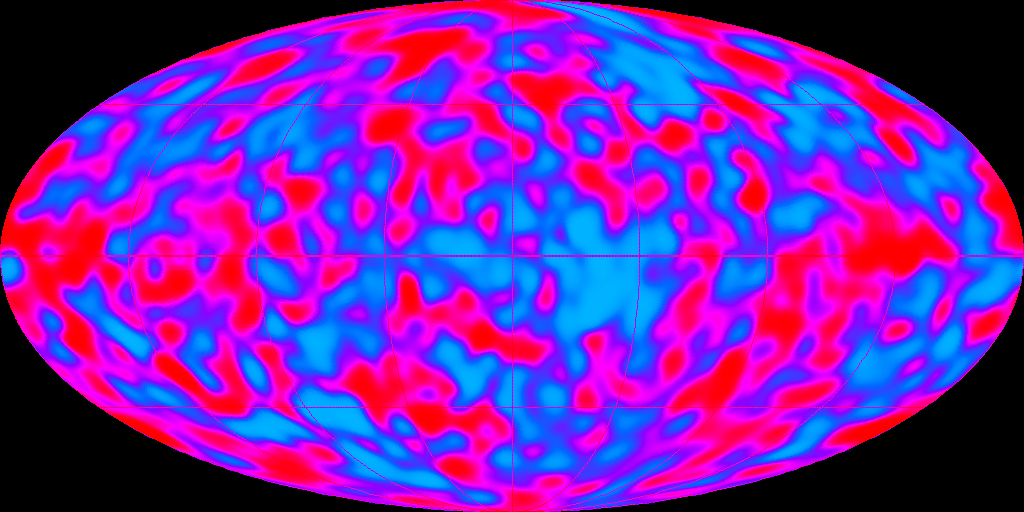
COBE のデータから得られた CMB の非等方性の全天マップ

前述の通り、COBE は IRAS から技術の多くを流用した中・小型 (Explorer class) の衛星である。この衛星にはいくつかのユニークな特徴がある。
COBE では系統誤差の源を完全に制御し測定する必要があったため、厳密で総合的な設計・制御のコンセプトを必要とした。必要な科学データを得るために、COBE では最低でも6ヶ月間活動を行い、地球や太陽、月からだけでなく、地上や COBE 自身、また他の衛星からの輻射の干渉量を抑える必要があった。観測装置自身も、温度が安定していること、また迷光の侵入や微粒子からの熱放射を減らして高い利得と高レベルの清浄性を保つことが求められた。
CMB の非等方性の測定に含まれる系統誤差を把握し、また後に銀河系のモデリングに用いられることになる黄道帯雲の測定データを異なる離角で得るために、衛星は毎分0.8回の割合で自転していた。自転軸は衛星の軌道速度ベクトルに対して後ろに傾いていた。これは大気ガスの残りが光学系に堆積したり、高速の中性粒子が衛星の表面に超音速でぶつかって赤外線を放射するのを防ぐためであった。
衛星の回転をなるべくゆっくり行い、また3軸姿勢制御を行うために、COBE には2個のヨー方向のモーメンタムホイールが自転軸と同じ軸方向に取り付けられていた。これらのホイールは衛星全体の回転と逆方向の角運動量を生んで正味の角運動量を0にするために用いられた。
当初から、衛星の軌道はミッションの仕様に基づいて決めるべきであることが明らかになっていた。最も重要な点は、全天をカバーすること、観測機器からの迷光を抑えること、デュワーや観測機器の熱安定性を保つことであった。これらの要求を全て満たす軌道として太陽同期円軌道が選ばれた。スペースシャトルとデルタロケットどちらでの打ち上げにも適した軌道として、高度900km、軌道傾斜角99度の軌道が選ばれた（シャトルで打ち上げる場合には補助推進ロケットを COBE に取り付ける必要がある）。この高度は地球からの放射を避け、より高い高度のヴァン・アレン帯からの荷電粒子も防ぐちょうど良いものだった。一年を通じて地球の昼と夜の境界付近に位置するように、軌道の昇交点は午後6時の位置に設定された。
この軌道と衛星の自転軸によって、衛星から見た地球と太陽の位置は常に衛星のシールド面の下側に保たれ、6ヶ月ごとに全天をスキャンすることが可能になった。
COBE ミッションでの残り二つの重要な部品として、デュワーと太陽・地球シールドが挙げられる。デュワーは650リットルの超流動ヘリウムのクライオスタットで、ミッション中に FIRAS と DIRBE の装置を冷却するために設計された。このデュワーは IRAS で使用したものと同じ設計に基づいており、気化したヘリウムを通信アレイ近くの自転軸に沿って排気することができた。円錐状の太陽・地球シールドは、太陽や地球の地表からの直射光や、地球や COBE の送信アンテナの電波干渉から観測装置を守るものである。シールドは多層の断熱材でできており、デュワーを熱的に隔離する働きを持っていた。

## 科学的成果
COBE の科学ミッションは前述の3つの観測装置 (DIRBE, FIRAS, DMR) のグループによって指揮された。これらの観測装置は観測波長域が一部重なっている。これは観測するスペクトルが複数の装置で重なっている部分を使ってデータに矛盾がないかをチェックしたり、我々の銀河系や太陽系からの信号と CMB とを区別するために使われた。
COBE の各観測装置はそれぞれの目的を遂行しただけでなく、当初の COBE の観測範囲を超えるような示唆を含む様々な観測結果をもたらした。

### CMB に含まれる非等方性
DMR はデュワーを冷却するヘリウムの供給に関係なく観測を行える唯一の機器だったため、4年間にわたって宇宙背景放射の非等方性のマッピング観測を行うことができた。この観測結果から様々な周波数での銀河系由来の放射と地球の運動による双極子成分を引き算することによって、全天の CMB マップを描き出すことができた。その結果得られた宇宙マイクロ波背景放射のゆらぎは極めてわずかなもので、背景放射の平均温度である 2.73 K の 1/100,000 というものであった。宇宙マイクロ波背景放射はビッグバンの名残であり、そのゆらぎは初期宇宙に存在した密度差の痕跡である。この密度のさざ波が、今日の宇宙で観測される銀河団や広大なボイドの元となる構造形成を引き起こしたと考えられている。

### CMB の黒体放射曲線
COBE の長い準備期間の間に、天文学の分野で二つの大きな進展があった。まず1981年に、米国プリンストン大学のデービッド・ウィルキンソンとイタリアのフィレンツェ大学のフランチェスコ・メルキオーリの二つの天文学者チームがそれぞれ独立に、気球に搭載した観測装置を使って CMB に四重極分布を検出したと発表した。この発見は CMB の黒体放射分布を検出するはずのもので、COBE に搭載された FIRAS も黒体放射分布を測定するための装置であった。しかし、他の多くの実験グループが彼らの結果の追試を試みたが同じ結果は得られなかった (Leverington, 2000)。
もう一つは1987年に、カリフォルニア大学バークレー校のアンドリュー・レンジとポール・リチャードソン及び名古屋大学の松本敏雄の日米共同チームが、CMB が真の黒体放射でないとする結果を発表した。彼らは観測ロケットによる実験で、0.5mm から 0.7mm の波長域で CMB の強度が黒体放射よりも超過していることを検出した。これらの結果はビッグバン理論全体の正当性に疑問を投げかけ、定常宇宙論の方をより支持するとも言えるものだった。
これらの観測結果が COBE ミッションの背景にあったため、研究者たちは FIRAS の観測結果を強く待望していた。FIRAS の観測結果は衝撃的なもので、CMB と2.7Kの黒体放射の理論曲線が完全に一致することを示していた。これによってバークレーと名古屋大の観測結果は誤りであることが明らかになった。
FIRAS の測定は、空の直径7度の小領域内の CMB スペクトルと黒体放射との差を調べるというものだった。FIRAS の干渉計は 20 cm-1 離れた二つのバンドで 2 - 95 cm-1 までの周波数域をカバーしていた。スキャンの長さとスキャンの速度にはそれぞれ2通りあり、全部で4つのスキャンモードがあった。観測データは合計10ヶ月以上にわたって収集された。

### 初期銀河の検出
DIRBE もまた、10個の新しい遠赤外線を放出する銀河を IRAS のサーベイ領域外で発見し、9個の弱い遠赤外線源候補を見つけた。後者はおそらく渦巻銀河と思われる。
140µmと240µm の波長で検出された銀河のデータから、非常に低温の塵 (very cold dust, VCD) に関する情報も得ることができた。すなわちこれらの波長での VCD の質量と温度を求めることができるのである。
このデータを IRAS で得られた 60µm 及び 100µm のデータと合わせることで、遠赤外線の光度の大部分は拡散した中性水素 (HI) の雲に伴う約17-22Kの低温の塵から出ており、15-30%は分子ガスに付随する約19Kの低温の塵から、10%弱は広がった低密度の電離水素 (HII) 領域の温かい塵 (-29K) から出ていることが明らかになった。

### COBE のその他の貢献
DIRBE では銀河に関する発見に加えて、二つの大きな科学的貢献があった。
DIRBE 観測装置は惑星間塵 (interplanetary dust, IPD) の研究にも用いられ、惑星間塵が小惑星に由来するものか、彗星から放出された粒子なのかを決定するために使われた。DIRBE による 12、25、50、100µm での観測データから、小惑星由来の微粒子が惑星間塵の帯や滑らかな雲を形成していることが分かった。
DIRBE の第二の貢献は我々の地球から縁の方向が見える銀河系円盤のモデルを構築できたことである。このモデルによると、我々の太陽が銀河中心から 8.6kpc の距離にあると仮定すると、太陽は円盤の中央面から15.6pc 上側にあり、太陽から見た円盤のスケール長は動径方向に 2.64kpc、垂直方向に 0.333kpc で、HI の層で見られるのと同様にやや反っている。また、いわゆる厚いディスク (thick disk) が存在する兆候は見られなかった。
このモデルを得るためには、DIRBE のデータから惑星間塵の寄与を引き去る必要があった。地球から黄道光として見ることができるこの惑星間塵の雲は、かつて考えられていたように太陽を中心とする分布ではなく、太陽から数百万km離れた位置に中心を持っていた。これは土星と木星の重力の影響を受けたためであると考えられる。

### 宇宙論における示唆
前節で触れた科学的成果に加えて、数多くの宇宙論に関する疑問が COBE の観測結果によっても答を与えられないまま残されている。
銀河系外背景光 (extragalactic background light, EBL) を直接測定すると、宇宙全体での星形成、重元素や塵の生成、恒星の光が塵に吸収されて赤外線の放射に変換する過程などの歴史に重要な制限をつけることができる。COBE のデータからこの EBL の強度が測定された。
DIRBE と FIRAS で得られた 140 - 5000µm の結果から、EBL の全強度は約 16 nW/(m2·sr) であることが分かった。この値は元素合成によって放出されたエネルギー量と矛盾せず、宇宙の歴史全体を通じて He と重元素の形成によって放出された全エネルギーの約 20-50% を担っている。このことから、背景光の光源として核反応のみを考えると、ビッグバン元素合成の解析から示唆されるバリオンの質量密度のうち少なくとも 5-15% が恒星内部で He やより重い元素に変わっていることが示唆される。
また星形成についても重要な推測が得られる。COBE の観測は宇宙における星形成率に重要な制限を与え、様々な星形成史での EBL のスペクトルを計算する助けとなっている。COBE での観測から、赤方偏移が z ≈ 1.5 付近での星形成率が、紫外線や可視光での観測から推測されていた値よりも2倍ほど大きいことが分かっている。この超過分のエネルギーは主に、塵で覆い隠されていまだに見つかっていない銀河に含まれる大質量星か、観測されている銀河にある非常に塵の多い星形成領域から生み出されていると考えられる。正確な星形成史は COBE によっても明確に解決されてはおらず、将来の観測が必要とされている。